# Sd.Kfz. 251
Il Sd.Kfz. 251 era un veicolo militare da trasporto truppe semicingolato di costruzione tedesca impiegato su tutti i fronti dalla Wehrmacht durante il corso del secondo conflitto mondiale. Fu prodotto in quattro modelli, denominati Ausf. A, B, C e D, utilizzanti lo stesso telaio, ma con carrozzerie diverse, in base all'evoluzione delle esigenze emerse nel corso della guerra. Su questi veicoli base fu costruita una serie notevole di veicoli specializzati per i diversi compiti sul campo di battaglia. Il Sd.Kfz. 251 fu utilizzato principalmente come veicolo da combattimento della fanteria, in quanto dal vano del veicolo la fanteria era in grado di usare le armi di propria dotazione.

## Origine
Già nel corso della prima guerra mondiale apparve chiaro che i carri armati avevano limitazioni di impiego tali da rendere necessaria la loro cooperazione con le altre armi, e per prima la fanteria, sul campo di battaglia. Questo comportava una dotazione di mezzi per la fanteria che la mettesse in grado di operare con la stessa velocità operativa dei carri armati, quindi la fanteria doveva essere meccanizzata o almeno motorizzata. Mentre in Gran Bretagna e Francia l'orientamento era di creare una fanteria motorizzata (portata sul campo di battaglia da veicoli che successivamente restavano fuori dall'area degli scontri) in Germania i teorici della guerra si resero conto abbastanza presto che, per cooperare appieno con i carri armati, la fanteria doveva essere meccanizzata, cioè trasportata da veicoli che operavano entro il campo di battaglia, quindi partecipando agli scontri in collaborazione con i carri.
Fin dall'inizio degli studi sul riarmo, quindi, l'esercito tedesco studiò mezzi in grado di operare in congiunzione con i carri armati. In base a diverse considerazioni fu deciso di utilizzare veicoli semicingolati, che unissero la capacità fuori strada del cingolo con la facilità di guida dei veicoli ruotati. I primi veicoli semicingolati furono sviluppati come trattori di artiglieria, quindi privi di protezione, fra questi il veicolo Sd.Kfz. 11, un trattore medio da 3 t progettato dalla ditta Hanomag (Hannover) sviluppato nel 1938 ed entrato in servizio nel 1939. Mentre veniva sviluppato il trattore fu studiata anche una sovrastruttura blindata tale da permettere al veicolo di entrare in contatto con le fanterie nemiche, quindi con una protezione limitata al fuoco di armi leggere ed alle schegge di artiglieria.

## La tecnica
Il Sd.Kfz. 251 era dotato, come il Sd.Kfz. 11, del motore Maybach HL 42 da 4170 cm³ che sviluppava una potenza di 100 cv a 2800 giri al minuto, cui era accoppiato il cambio Hanomag U50 (4 marce avanti ed una indietro, fornito di riduttore). Le sospensioni per le ruote erano a balestra singola trasversale, mentre il ruotismo dei cingoli era a barre di torsione (una per ogni sistema di ruota). Il sistema delle ruote, come su tutti i semicingolati tedeschi, era a ruote di grande diametro senza ruotino tendicingolo, con 3 coppie di ruote, alternativamente strette e sagomate ad H, con una ruota di trazione anteriore ed una ruota di rinvio posteriore.
La struttura blindata fu studiata dalla Büssing NAG. Nello sviluppo del Sd.Kfz. 251 fu tenuto particolarmente conto della protezione delle truppe trasportate, quindi il vano di trasporto fu realizzato con lamiere di spessore variante da 6 a 14,5 mm inclinate di circa 30° per aumentare la protezione balistica, mentre la parte anteriore del veicolo, comprendente la cabina di guida per il guidatore ed il comandante ed il vano motore, fu completamente protetto anche superiormente. Il vano di trasporto invece era a cielo aperto, e, se questo fatto rendeva le truppe più soggette ad ingiurie da schegge di artiglieria o granate, d'altra parte permetteva ai fanti di utilizzare le proprie armi, sfruttando comunque la protezione fornita dalla blindatura. L'armamento del veicolo di base era dato da due mitragliatrici MG 34 (sostituite nel corso della guerra da MG 42), quella anteriore era scudata, mentre quella posteriore, montata su un piedistallo a candeliere con testa sferica, poteva essere usata anche in funzione contraereri. Le truppe trasportate potevano uscire dal veicolo tramite un portellone posteriore che si apriva sui lati, che seguiva la forma della blindatura. I veicoli erano provvisti di ganci di traino e generalmente avevano cassette per contenere attrezzature varie sui parafanghi posteriori.
Il primo modello (Sd.Kfz. 251 Ausf. A) era fornito di tre portelli per la visione del campo di battaglia sui fianchi ed aveva l'antenna per la radio sul parafango anteriore destro. Per semplificare la produzione furono eliminati due portelli per la visione laterali, lasciando solo quelli destinati al guidatore ed al comandante del mezzo, realizzando così il Sd.Kfz. 251 Ausf. B. In questo modello furono anche spostati gli agganci per gli attrezzi esterni e l'antenna della radio fu portata a lato del vano di combattimento. Dall'utilizzo sul campo (nelle campagne di Polonia e di Francia) del mezzo furono introdotte modifiche che portarono al Sd.Kfz. 251 Ausf. C (la versione più diffusa, costruita dal 1940 alla fine della guerra), la sezione frontale fu riprogettata in modo tale da non offrire trappole per colpi e per permettere un miglior raffreddamento del radiatore del motore e fu ristudiata tutta la protezione del mezzo. Per ridurre i tempi di produzione a partire dal 1943 fu costruito anche il Sd.Kfz. 251 Ausf. D, in cui la parte posteriore (a diedro) era sostituita da una lamiera unica e le fiancate laterali del vano di combattimento erano continue fino al bordo dei parafanghi. Tutti i portelli di visione furono sostituiti da semplici feritoie. Queste modello, anche se di costruzione più semplice e virtualmente privo di trappole per colpi, tuttavia presentava diverse superfici verticali, quindi perforabili più facilmente dai proiettili anticarro.

## L'impiego
Il Sd.Kfz. 251, dato il suo particolare ruolo tattico, fu usato dalle divisioni Panzergrenadiere ("fanteria meccanizzata") e dalle unità di altre armi (principalmente genio e servizi) delle divisioni corazzate. Le unità di Panzergrenadiere operavano sia nell'ambito delle divisioni corazzate, sia in divisioni di fanteria meccanizzata (Panzergrenadieredivision).
I primi veicoli di questo tipo vennero assegnati all'inizio del 1939, alla 1. Panzer-Division, per essere successivamente distribuiti a tutti i reparti meccanizzati dell'esercito tedesco. Nonostante questo obiettivo fosse bene in mente ai pianificatori in realtà non fu mai raggiunto, a causa dei limiti della capacità produttiva tedesca. Nell'ambito delle unità a cui fu assegnato il Sd.Kfz. 251 operò su tutti i fronti in cui operarono le forze tedesche, sia sul fronte occidentale sia su quello orientale e su quello mediterraneo.

## Le varianti
Sul veicolo base descritto sopra venne realizzata una notevole serie di varianti per compiti specializzati, identificate nelle indicazioni tedesche da un numero che seguiva una barra dopo il "Sd.Kfz. 251" comune.
- Sd.Kfz. 251/1 - Trasporto truppa (MTW - Mannschafts-transportwagen fino al 1940, successivamente m.SPW - mittlerer Schützenpanzerwagen)
- Sd.Kfz. 251/1 Wurfrahmen 40 - Appoggio di fanteria, indicato anche come Stuka zu Fuss (Stuka terrestre), era un normale SdKfz 251 a cui erano state agganciate lateralmente sei gabbie in legno (Packkiste) contenenti razzi pesanti (Wurfkörper 28 cm o 32 cm) con una gittata non superiore a 2000 m. Le gabbie avevano anche la funzione di rampe per il lancio dei razzi, che, quindi, potevano essere lanciati direttamente dall'interno del veicolo con un innesco elettrico. Questo veicolo aveva la funzione di fornire un appoggio di punto (a causa della breve gittata) alla fanteria.
- Sd.Kfz. 251/2 Schützenpanzerwagen: portava un mortaio da 81 mm 8 cm Granatwerfer 34 ed il relativo munizionamento per l'appoggio alla fanteria.
- Sd.Kfz. 251/3 Funkpanzerwagen (veicolo radio): portava un equipaggiamento radio per il controllo di grosse formazioni corazzate, oltre alla normale radio di bordo questo veicolo portava un complesso radio FU-8 da 30 W, con una portata utile di 50 km e la relativa antenna a telaio, sostituita negli ultimi anni della guerra da un'antenna lineare di 8 m. Esistevano comunque altri modelli destinati ad operare con formazioni corazzate di diverso livello o destinati ad operare in aerocooperazione che portavano apparecchiature radio meno potenti.
- Sd.Kfz. 251/4 Schützenpanzerwagen für Munition und Zubelhoer des leIG (Trattore portamunizioni): usato per il traino ed il trasporto delle munizioni del leIG 18, comunque esistono foto che mostrano come il trasporto di munizioni non fosse limitato a questo obice, ma che praticamente tutti i tipi di munizionamento per veicoli corazzati potessero essere trasportati sul Sd.Kfz. 251.
- Sd.Kfz. 251/5 Schützenpanzerwagen für Pi.Zug a. (Veicolo trasporto per il genio): adibito al trasporto di tre persone meno del SdKfz 251/1, utilizzando lo spazio risparmiato per l'equipaggiamento pesante delle squadre del genio pionieri. In realtà non fu più prodotto dopo il 1942, destinando al genio i normali Sd.Kfz. 251/1.
- Sd.Kfz. 251/6 Kommandopanzerwagen: questi veicoli erano assegnati ai comandi delle divisioni corazzate o meccanizzate ed erano equipaggiati con radio e con un ufficio completo per la cifratura e la decifrazione dei messaggi.
- Sd.Kfz. 251/7 Pionierpanzerwagen (trasporto l'equipaggiamento per genio pontieri): generalmente due passerelle leggere su supporti esterni al vano di combattimento. In situazioni tattiche particolari poteva trasportare cariche di demolizione o zattere gonfiabili.
- Sd.Kfz. 251/8 Krankenpanzerwagen (Ambulanza): usato come ambulanza per il recupero dei feriti dalla prima linea, poteva trasportare due barelle e quattro feriti seduti o otto feriti seduti. Per ovvi motivi questi veicoli erano generalmente disarmati.
- Sd.Kfz. 251/9 Schützenpanzerwagen (7,5 cm KwK 37 L/24) (Veicolo di appoggio della fanteria): armato con il cannone 7,5 cm KwK 37 L/24, usato anche sui Panzer IV dalla versione A alla F1, fu costruito negli ultimi anni di guerra per l'appoggio della fanteria con armi pesanti.
- Sd.Kfz. 251/10: veicolo per il comando di plotone, armato con un cannone 3,7 cm PaK 36 (Schützenpanzerwagen (3,7 cm PaK)), costruito fino al 1942. Era il normale Sd.Kfz. 251 in cui la mitragliatrice anteriore era stata sostituita con un cannone anticarro da 37 mm, usato come veicolo di comando plotone. Dopo il 1942 la produzione fu sospesa, dato che il cannone ormai era completamente superato per la lotta contro i carri armati.
- Sd.Kfz. 251/11 Fernsprechpanzerwagen (Veicolo per comunicazione telefonica): veicolo destinato a trasportare i rulli di cavi telefonici ed a stenderli.
- Sd.Kfz. 251/12 Messtrupp und Gerätpanzerwagen (Veicolo telemetrico e per i rilevamenti artiglieria leggera): utilizzato dalle squadre di rilevamento del tiro dell'artiglieria leggera, aveva lo stesso equipaggiamento radio del Sd.Kfz. 251/3.
- Sd.Kfz. 251/13 Schallaufnahmenpanzerwagen: veicolo fono-telemetrico d'artiglieria.
- Sd.Kfz. 251/14 Schallauswerterpanzerwagen: veicolo fono-telemetrico d'artiglieria, di questo modello e del precedente non sono note foto né informazioni sull'equipaggiamento.
- Sd.Kfz. 251/15 Lichtauswertepanzerwagen.
- Sd.Kfz. 251/16 Flammpanzerwagen: in questo veicolo l'armamento era costituito da due lanciafiamme da 1,4 cm posti ai due lati del vano di combattimento, nel vano stesso erano installati due serbatoi di liquido lanciafiamme ognuno da 700 l, che permettevano circa 160 secondi di operazione per le armi. La MG 34 o 42 scudata anteriore era conservata, mentre la MG posteriore era eliminata per la presenza dei serbatoi per i lanciafiamme. Il veicolo era costruito sia sugli scafi Ausf. C sia su quelli Ausf. D.
- Sd.Kfz. 251/17 Schützenpanzerwagen mit 2 cm FlaK 38: armato con cannone 2 cm FlaK 38 sebbene il cannone fosse destinato all'uso contraerei, il veicolo era utilizzato come appoggio alle unità da ricognizione, costruito nel 1944 e 1945 in un numero limitato di esemplari. Oltre a questo modello standardizzato esistevano diverse modifiche campali del SdKFz 251 che utilizzavano il cannone 2 cm FlaK 30, utilizzate anche dalla Luftwaffe, quindi impiegando il cannone nel suo ruolo naturale, cioè contraerei.
- Sd.Kfz. 251/18 Beobachtungspanzerwagen (Veicolo osservazione artiglieria): veicolo utilizzato dagli ufficiali superiori dell'artiglieria per il controllo del tiro, sono documentate diverse fotografie che mostrano allestimenti diversi uno dall'altro.
- Sd.Kfz. 251/19 Fernsprechbetribesparnzerwagen: veicolo adibito a "centralino telefonico", non si hanno informazioni dettagliate su questo veicolo, non distinguibile esternamente dal normale Sd.Kfz. 251/1.
- Sd.Kfz. 251/20 Mittlerer Schützenpanzerwagen (Infrarotschinwerfer): indicato anche con il nomignolo non ufficiale di Uhu (gufo). Dopo la conquista della superiorità aerea sull'Europa da parte degli alleati, i veicoli tedeschi potevano operare solo in condizioni meteorologiche sufficientemente cattive per impedire agli aerei alleati di decollare o nelle ore notturne. Per questo motivo negli ultimi mesi del 1944 furono prodotti carri armati Panzer V Panther forniti di rilevatori infrarossi passivi, per essere totalmente operativi tuttavia questi carri avevano bisogno di una sorgente di raggi infrarossi, quindi ad ogni plotone di Panther così modificati era aggregato un veicolo Sd.Kfz. 251/20 che trasportava un proiettore di raggi infrarossi di 60 cm di diametro, per illuminare il campo di battaglia ai carri. La portata del proiettore era di circa 1.000 m (mentre i Panther avevano rilevatori in grado di acquisire bersagli a circa 500 m). Non è noto il numero di veicoli costruito.
- Sd.Kfz. 251/21 (1,5 cm oder 2 cm FlaMG Drilling auf mittlerem Schützenpanzerwagen):, le armi portate da questo veicolo erano il cannoncino MG 151/15 calibro 15 mm o MG 151/20 calibro 20 mm, entrambi prodotti per l'uso su aerei, dato che l'armamento per aeroplani negli ultimi mesi di guerra si era standardizzato sull'MK 103 calibro 30 mm la sovrapproduzione di cannoncini da 1,5 e 2 cm fu utilizzata dalla Luftwaffe per armare un certo numero di SdKfz 251, destinati al contrasto aereo dei mezzi nemici operanti a bassa quota. I cannoncini da 1,5 cm operavano su affusti trinati con ogni canna alimentata da un nastro di colpi proprio, contenuto in una cassetta di acciaio.
- Sd.Kfz. 251/22 (7,5 cm PaK 40 L/46 auf mittlerem Schützenpanzerwagen): questa versione fu costruita su ordine di Hitler per avere un mezzo anticarro semovente, anche se non corazzato. Il cannone 7,5 cm PaK 40 rappresentava all'epoca il miglior cannone controcarri disponibile e fu montato sul telaio del Sd.Kfz. 251, tuttavia il peso del cannone e delle relative munizioni sovraccaricarono il mezzo che perse molto nelle proprie prestazioni. Per permettere il brandeggio del pezzo (32,5° da entrambi i lati) fu necessario rimuovere in parte il tetto del compartimento anteriore.

### Varianti non ufficiali
Oltre a quelle indicate sopra è documentata una variante (mai entrata in servizio) in cui sul telaio del Sd.Kfz. 251 era montato un cannone 8,8 cm KwK 43, cioè lo stesso cannone utilizzato dai semoventi controcarri su una piattaforma brandeggiabile per 360°. Per l'installazione del cannone era stato necessario eliminare la blindatura del vano da combattimento, l'unico esemplare (costruito nel 1943) era su scafo Ausf. A o B.
Le modifiche 'non ufficiali' agli Sd.Kfz. 251 erano numerosissime, e comprendevano trasformazioni tali che spesso cambiavano drasticamente il ruolo del mezzo, tuttavia queste modifiche, effettuate sul campo per un numero limitato dei veicoli, non rientravano nella classificazione (destinata essenzialmente alla produzione ed all'inventario logistico) generale, e sono documentate solo in alcuni casi, mentre in altri se ne hanno solo informazioni marginali. Una delle modifiche campali più diffuse fu di mettere al posto della mitragliatrice anteriore un'arma anticarro leggera, come un fucile anticarro o il cannoncino 2,8 cm sPzB 41 per paracadutisti.
Alcuni Sd.Kfz. 251 catturati furono modificati ed utilizzati dagli Alleati, in particolare è nota una foto di un Sd.Kfz. 251 catturato dagli americani ed usato con un lanciarazzi T34 (quello montato sullo Sherman Calliope). Dato che dalla foto appare chiaramente che il mezzo era privo di cingoli, è lecito dubitare sul suo effettivo impiego.

## Dopo la guerra
La Cecoslovacchia tenne in servizio i Sd.Kfz. 251 rimasti sul suo territorio per un periodo abbastanza lungo. Nei tardi anni cinquanta i mezzi che le rimanevano furono modificati sostituendo il motore tedesco con un motore diesel Tatra a 6 cilindri raffreddato ad aria e aggiungendo una copertura al compartimento truppe. A partire dal 1963 la Skoda produsse in proprio il veicolo OT-810, indistinguibile esternamente dal Sd.Kfz. 251 Ausf. D. Successivamente fu prodotta anche una versione anticarro armata con un cannone senza rinculo M59A da 82 mm che poteva essere smontato dal mezzo e usato come un'arma indipendente.

Alcuni di questi mezzi cecoslovacchi sono stati utilizzati come "comparse" in film di guerra di produzione prima esteuropea (negli anni '60 e '70) e poi anche hollywoodiana (es. Saving Private Ryan).